# Хизер Старлет
Хизер Старлет (англ. Heather Starlet, род. 14 августа 1989 г., Дейтон, Огайо, США) настоящее имя Лорен Зеперник (англ. Lauren Zepernick) — американская порноактриса и эротическая модель.

## Биография
Родилась 14 августа 1989 года в Дейтоне, штате Огайо, США. Имеет немецко-польское происхождение. В подростковом возрасте в старшей школе была чирлидером. Затем обучается на медсестру.

## Карьера
Дебютировала в качестве порноактрисы в 2009 году, в возрасте 19 лет.
В сентябре того же года подписала эксклюзивный контракт с компанией Digital Playground и сменила сценическое имя на Джени Саммерс (англ. Jenny Summers). После истечения срока контракта снова использует первоначальное имя.
На сегодняшний день снялась более чем в 220 фильмах.

## Личная жизнь
Состояла в интимной связи с порноактрисой Мэдисон Айви.

## Премии и номинации

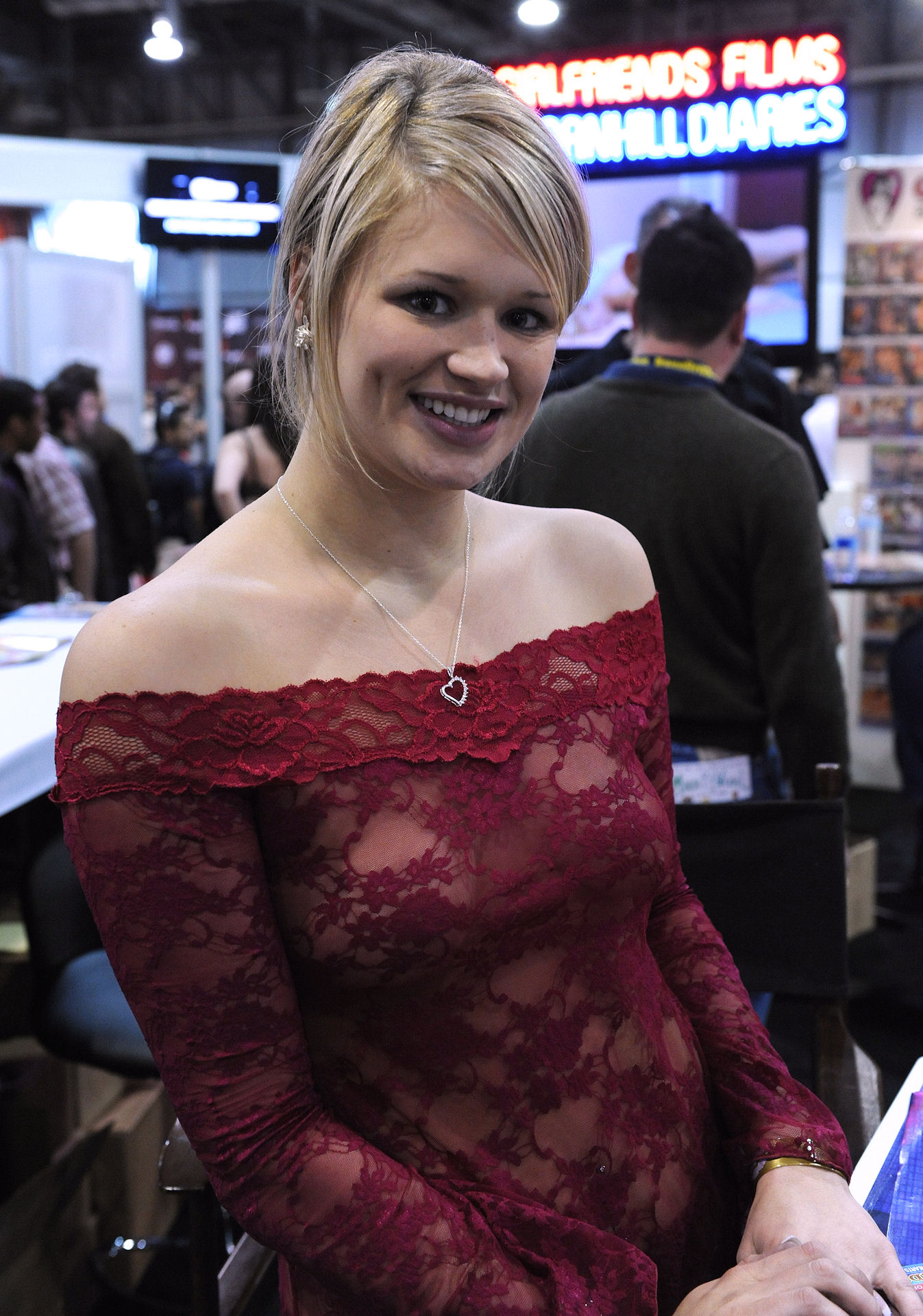
Хизер Старлет в 2011 году.

| Год  | Церемония         | Результат | Номинация                                 | Работа                  |
| ---- | ----------------- | --------- | ----------------------------------------- | ----------------------- |
| 2010 | AVN Awards        | Номинация | Лучшая новая старлетка                    | -                       |
| 2010 | CAVR Award        | Победа    | Специальная звезда                        | -                       |
| 2012 | AVN Awards        | Номинация | Лучшая лесбийская секс-сцена              | Lesbian Psycho Dramas 6 |
| 2013 | AVN Awards        | Номинация | Лучшая сцена лесбийского группового секса | Meow 2                  |
| 2013 | AVN Awards        | Номинация | Лучшая сцена орального секса              | Let Me Suck You 3       |
| 2013 | Sex Awards        | Номинация | Порнозвезда года                          | -                       |
| 2014 | Spank Bank Awards | Номинация | Самая очаровательная развратница          | -                       |
| 2015 | XBIZ Award        | Номинация | Лесбийская исполнительница года           | -                       |

### Другое
- 2012: Penthouse Pet июля.